# 邵武中书第
邵武中书第，位于中国福建省邵武市五四路道佳巷，为一个省级文物保护单位，类型为古建筑，为第五批福建省文物保护单位，公布时间为2001年1月20日。
邵武中书第的历史年代为明、清。